# Operclipygus itoupe
Operclipygus itoupe  (лат.) — вид мелких жуков-карапузиков из семейства Histeridae (Histerinae, Exosternini). Южная Америка: Французская Гвиана (Mont Tabulaire, Itoupé). Длина 2,15—2,56 мм, ширина 1,90—2,31 мм. Цвет красновато-коричневый. Форма тела овальная. Вид был  описан в 2013 году энтомологами Майклом Катерино (Michael S. Caterino) и Алексеем Тищечкиным (Santa Barbara Museum of Natural History, Санта-Барбара, США). Название вида itoupe происходит от имени горного региона Французской Гвианы (Itoupé), где была найдена типовая серия. Вид отнесён к таксономической группе Operclipygus sejunctus group, близок к видам Operclipygus punctiventer и Operclipygus setiventris, отличаясь от них деталями строения надкрылий и пронотума (у O. itoupe отсутствуют апикальные пунктуры надкрылий, в то время как у других видов группы они развиты).